# Fatos Lubonja
Fatos Lubonja (ur. 27 kwietnia 1951 w Tiranie) – albański pisarz, dziennikarz, wydawca, działacz praw człowieka.

## Życiorys
Syn Liri i Todiego Lubonji, który w początkach lat siedemdziesiątych XX w. kierował albańskim radiem i telewizją. W 1973 r. ukończył studia fizyczne na Uniwersytecie w Tiranie. W następnym roku stanął przed sądem oskarżony o uprawianie propagandy kontrrewolucyjnej. Dowodem w sprawie był jego prywatny dziennik, znaleziony w czasie rewizji w mieszkaniu, w którym znajdowały się zapiski określone w czasie procesu sądowego jako wrogie wobec władzy ludowej. Skazany początkowo na 7 lat więzienia, w drugim procesie na 16 lat więzienia. Pierwszą część kary odbywał w więzieniu w Tiranie, w kolejnych latach przebywał w obozach pracy: w Spaçu, Ballsh, Qafë Bar, ponownie w Spaçu, Burrelu i na koniec w obozie Kosovë e Madhe.
Wyszedł na wolność dopiero w 1991, po 17 latach odsiadki. W latach 90. XX w. sekretarz albańskiego Komitetu Helsińskiego, działacz Forum Praw Człowieka, od 1994 wydawca czasopisma Përpjekja (Wysiłek). Sławę międzynarodową zyskał jako autor tekstów, sytuujących się na pograniczu antropologii i filozofii polityki, analizujących współczesną tożsamość Albańczyków i przemiany świadomości, specyficzne dla okresu transformacji. Osobne miejsce w jego twórczości zajmują wspomnienia więzienne, w których autor z niezwykłą przenikliwością analizuje postawy ludzi zamkniętych w obozie pracy.
Występując przeciwko poparciu udzielanemu przez Albanię dla wojny w Iraku stracił stałą rubrykę w Shekulli – jednym z najbardziej poczytnych pism w Albanii. W jednym z artykułów polemicznych Lubonja zarzucił właścicielowi pisma – Koço Kokedhimie stosowanie cenzury i powiązania z rządzącą w Albanii ekipą. W 2003 r. stanął przed sądem, oskarżony o zniesławienie przez K.Kokedhimę, ale został oczyszczony z zarzutów.
Współtwórca (wraz z artystą Ardianem Iusufim) instalacji Postbllok-Checkpoint (2013), znajdującej się w centrum Tirany.
Teksty Fatosa Lubonji stały się dostępne także dla polskiego czytelnika dzięki tłumaczeniom Doroty Horodyskiej. Zbiór tekstów ukazał się także w formie książki, wydanej przez Pogranicze w 2005 r., z przedmową Konstantego Geberta. W latach 2002–2008 Lubonja czterokrotnie odwiedził Polskę. Uczestniczył w dwóch projektach, realizowanych przez Wydawnictwo Czarne: Nostalgia – o tęsknocie za komunizmem i Znikająca Europa. W październiku 2008 r. wziął udział w IV edycji Festiwalu Opowiadania we Wrocławiu. Zaprezentował tam opowiadanie „Nieopublikowany wstęp”.

## Nagrody i wyróżnienia
W 2002 uzyskał Nagrodę Moravii, a w 2004 Nagrodę Herdera. 8 października 2009 został uhonorowany nagrodą im. Sérgio Vieira de Mello przyznawaną za zasługi dla pokojowego współistnienia i współdziałania społeczeństw, religii i kultur. Uroczystość wręczenia nagrody odbyła się w krakowskiej Willi Decjusza. W 2015 został laureatem holenderskiej nagrody Prince Claus, a w 2018 nagrody literackiej Benevento Braille.

## Dzieła wydane w języku albańskim
- 1994: Në vitin e shtatëmbëdhjetë: ditar burgu: 1990-1991 (W siedemnastym roku: dziennik więzienny: 1990-1991)
- 1994: Ploja e mbrame: roman nën petkun e një drame (Ostatnia rzeź)
- 1996: Ridënimi (Drugi wyrok)
- 1999: Liri e kërcënuar (Wolność zagrożona)
- 1999: Trashëgimia kulturore e Shqipërisë në rrezik (Zagrożone dziedzictwo kulturowe Albanii)
- 2010: Nëntëdhjeteshtata – Apokalipsi i rremë (1997 – fałszywa Apokalipsa).
- 2021: Jetë burgu

## Teksty w języku polskim poświęcone Fatosowi Lubonji
- H. Bereza, ...wypiski, Wydawnictwo Forma, Szczecin 2006, s. 218–219, 228.
- D. Horodyska, Albański dysydent w Kolegium Europy Wschodniej, rozm. Agnieszka Kołodyńska, Gazeta Wyborcza 24 III 2006.
- D. Horodyska, Albański dysydent we Wrocławiu, rozm. Gazeta Wyborcza – Wrocław, 2006/72, s. 5;
- D.Horodyska, Fatos Lubonja, [w:] Słownik dysydentów. Czołowe postacie ruchów opozycyjnych w krajach komunistycznych w latach 1956–1989, Warszawa 2007.
- D. Horodyska, Jeden przeciwko elitom. Sławny i niepokorny publicysta ma znowu kłopoty, Gazeta Wyborcza 3 IX 2003, s. 11.
- D. Horodyska, Saga rodziny Lubonjów, albańskich intelektualistów, Gazeta Wyborcza 22 III 2002;
- M. Jędrysik, Lubonja, albański drogowskaz, Gazeta Wyborcza. Gazeta Środkowoeuropejska 2 III 2006, s. 19.

## Teksty Fatosa Lubonji publikowane w języku polskim
- Albania: wolność zagrożona, Wyd. Pogranicze, Sejny 2005.
- Albańczycy i Kosowarzy, Krasnogruda nr 15, Sejny 2002, s. 33–36.
- Albańczycy i nacjonalizm (fragment), Polis 1998/2-3, s. 113–117.
- Blok (bez nostalgii), [w:] Znikająca Europa, red. Katharina Raabe i Monika Sznajderman, Wyd. Czarne, Wołowiec 2006, s. 283–314.
- Enver jest wśród nas, Gazeta Wyborcza. Gazeta Środkowoeuropejska, 24 lutego 2005, s. 16–17.
- Holokaust i komunistyczne prześladowania, Midrasz 2008/3, s. 42–43.
- Intymność w machinie, Gazeta Wyborcza 2001/45, s. 18.
- Kosowo między dwiema flagami, Gazeta Wyborcza. Gazeta Środkowoeuropejska 31 X 2007, s. 20;
- List do przyjaciela z Kosowa, Gazeta Wyborcza 2000/76, s. 12–13.
- Nadzieja uwalnia z piekła, Gazeta Wyborcza 2005/302, s. 16 [wspomnienia więzienne].
- Nostalgia i ból, [w:] Nostalgia. Eseje o tęsknocie za komunizmem, Wołowiec 2002.
- Nuri (opowiadanie), Gazeta Wyborcza 2005/211, s. 25–26.
- O czym marzą Albańczycy, rozm. Paweł Smoleński, Gazeta Wyborcza, 2002/148, s. 15, portr.
- Odwaga i strach przed śmiercią, Gazeta Wyborcza 2004/142, s. 15–17, rec: Bereza Henryk, *...wypiski, Wydawnictwo Forma, Szczecin 2006, s. 218–219.
- Piramidy z błota, Polis 1998/5, s. 77–84.
- Po wyborach po staremu? Widziane z Tirany, Gazeta Wyborcza 2005/197, s. 15.
- Religia i Albańczycy (krótki zarys historyczny), Krasnogruda nr 15, Sejny 2002, s. 73–80, fot.
- Spojrzenie Skanderbega, Gazeta Wyborcza 1999/79, s. 14–15.
- Toksyczne Bałkany, Gazeta Wyborcza 2002/97.
- Tożsamościowa „esencja” i „kanibalizm kulturowy”, Czas Kultury 2011/3, s. 40–47.
- Widziane z Albanii. Wrażliwość na skandale, Gazeta Wyborcza 2004/282, s. 19.
- Wirtualna świetność, mizerna rzeczywistość, Gazeta Wyborcza 2000/223, s. 20–21.
- Drugi wyrok, Wyd. Pogranicze, Sejny 2024